# Résistographe
 (février 2025).
Si vous disposez d'ouvrages ou d'articles de référence ou si vous connaissez des sites web de qualité traitant du thème abordé ici, merci de compléter l'article en donnant les références utiles à sa vérifiabilité et en les liant à la section « Notes et références ».
 (juin 2024).
La mise en forme du texte ne suit pas les recommandations de Wikipédia : il faut le « wikifier ».
Les points d'amélioration suivants sont les cas les plus fréquents. Le détail des points à revoir est peut-être précisé sur la page de discussion.
- Les titres sont pré-formatés par le logiciel. Ils ne sont ni en capitales, ni en gras.
- Le texte ne doit pas être écrit en capitales (les noms de famille non plus), ni en gras, ni en italique, ni en « petit »…
- Le gras n'est utilisé que pour surligner le titre de l'article dans l'introduction, une seule fois.
- L'italique est rarement utilisé : mots en langue étrangère, titres d'œuvres, noms de bateaux, etc.
- Les citations ne sont pas en italique mais en corps de texte normal. Elles sont entourées par des guillemets français : « et ».
- Les listes à puces sont à éviter, des paragraphes rédigés étant largement préférés. Les tableaux sont à réserver à la présentation de données structurées (résultats, etc.).
- Les appels de note de bas de page (petits chiffres en exposant, introduits par l'outil «  Source ») sont à placer entre la fin de phrase et le point final[comme ça].
- Les liens internes (vers d'autres articles de Wikipédia) sont à choisir avec parcimonie. Créez des liens vers des articles approfondissant le sujet. Les termes génériques sans rapport avec le sujet sont à éviter, ainsi que les répétitions de liens vers un même terme.
- Les liens externes sont à placer uniquement dans une section « Liens externes », à la fin de l'article. Ces liens sont à choisir avec parcimonie suivant les règles définies. Si un lien sert de source à l'article, son insertion dans le texte est à faire par les notes de bas de page.
- La présentation des références doit suivre les conventions bibliographiques. Il est recommandé d'utiliser les modèles {{Ouvrage}}, {{Chapitre}}, {{Article}}, {{Lien web}} et/ou {{Bibliographie}}. Le mode d'édition visuel peut mettre en forme automatiquement les références.
- Insérer une infobox (cadre d'informations à droite) n'est pas obligatoire pour parachever la mise en page.

Pour une aide détaillée, merci de consulter Aide:Wikification.
Si vous pensez que ces points ont été résolus, vous pouvez retirer ce bandeau et améliorer la mise en forme d'un autre article.
 (juin 2024).

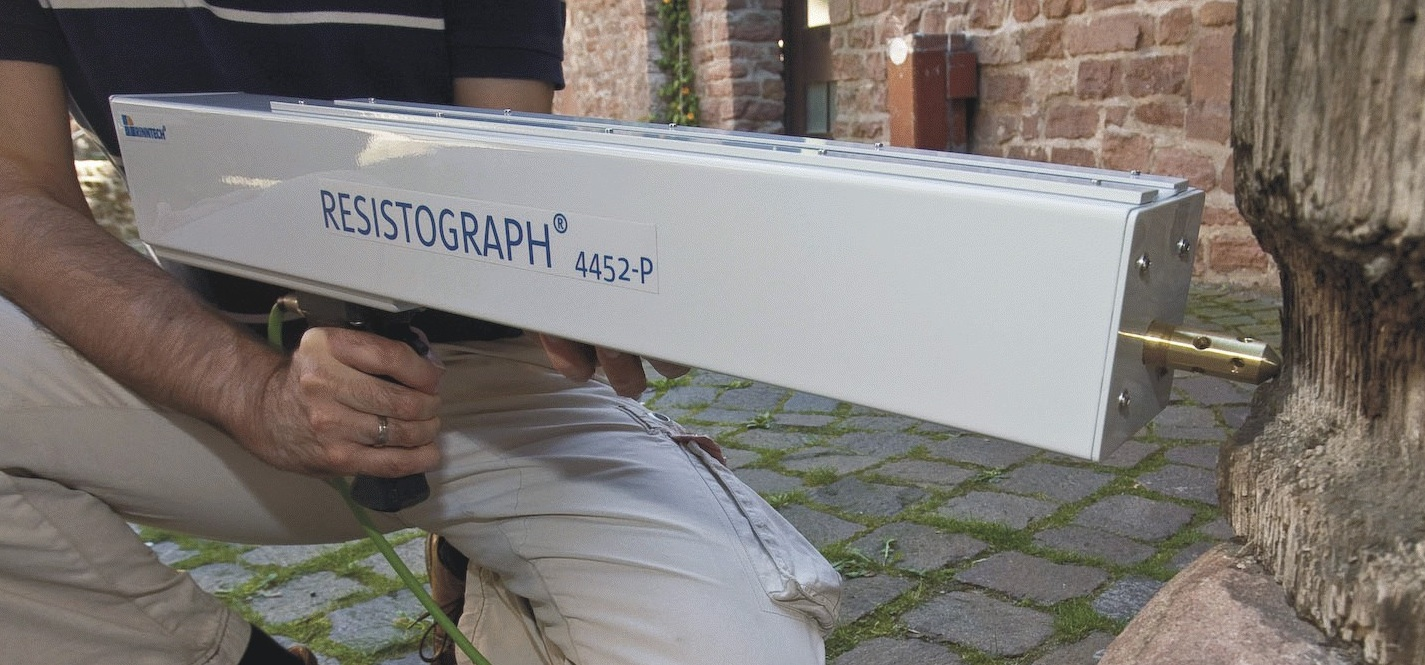
Résistographe Rinntech pour l'analyse de la densité du bois

Le résistographe est un appareil de mesure de résistance mécanique, développé par Frank Rinn (depuis 1986 à Heidelberg, Allemagne ). Cet équipement portatif permet de prendre une mesure en profondeur du bois
Entraînée par un moteur de forage, une aiguille longue et fine est insérée dans une bûche de bois ou une poutre en bois structurelle afin d'avoir une idée de sa densité, souvent pour identifier les zones d'intégrité structurelle inférieure aux normes telles que la pourriture. Les variations de résistance au couple sont enregistrées par un stylet sur du papier millimétré. Les modèles plus récents peuvent enregistrer des informations sous forme numérique, mais l'objectif de l'instrument est le même.

## Littérature
- Rinn F. (1988) : Eine neue Methode zur Bestimmung von Jahrringparametern . Physik-Diplomarbeit, 85 Seiten, Universität Heidelberg.
- Rinn, F. (1989) : Eine neue Bohrmethode zur Holzuntersuchung . Holz-Zentralblatt 115, (34) : p. 529-530.
- Rinn, F. (1990) : Vorrichtung zur Materialprüfung, insbesondere Holzprüfung durch Bohrbzw. Eindringwiderstandsmessung . Brevet DE4122494B4, Prioritätsdatum 3. Septembre 1990.
- Rinn, F., Becker, B., Kromer, B. 1990 : Profils de densité des conifères et des arbres à feuilles caduques. Rapport du Symposium sur les cernes des arbres et l'environnement de l'Université de Lund, Ystad, Suède méridionale, septembre 1990.
- Eckstein, D. et U. Saß : Holzanatomische Untersuchungen zu Bohrwiderstandsmessungen an Laubhölzern Holz als Roh- und Werkstoff, (1994) Holzforschung 52, S. 279-286
- Rinn, F, Schweingruber, FH, Schär, E., (1996) : RESISTOGRAPH et diagrammes de densité aux rayons X du bois, évaluation comparative des profils de résistance au perçage et diagrammes de densité aux rayons X de différentes espèces de bois . Holzforschung 50 : (4), 303-311.